# Dietrich Grille
Dietrich Grille (* 25. November 1935 in Gotha; † 19. März 2011 in Nürnberg) war ein deutscher Politikwissenschaftler und Historiker.

## Leben
Grille wurde 1958 Opfer einer SED-Kampagne unter anderem durch seinen Kommilitonen Dietrich Alexander, die seine Flucht aus der DDR in die Bundesrepublik zur Folge hatte. Er studierte an den Universitäten Jena und Marburg, wo er im Dezember 1964 promoviert wurde. Ab 1965 arbeitete er in Erlangen als Studienleiter in der politischen Bildung und in der Jugendsozialarbeit. Von 1967 bis 1971 gehörte er der Redaktion der Brockhaus Enzyklopädie an. 1976 folgte er einem Ruf an die Georg-Simon-Ohm-Fachhochschule in Nürnberg, wo er als Professor für Politikwissenschaft (mit Zeit- und Sozialgeschichte) und Philosophie lehrte. Von 1992 bis 1994 sowie von 1998 bis 2001 war er Prorektor der Hochschule. 2001 ging er in den Ruhestand.
Als geborener Thüringer engagierte sich Grille nach seiner Übersiedlung in die Bundesrepublik im Förderkreis Heimattreuer Thüringer (Mainz) und gab für diesen 1990 einen Sonderband in der Reihe Kultur und Geschichte Thüringens. Landeskundliches Jahrbuch für Deutschlands Mitte heraus (mit August Wilhelm Kaiser). Für die akademischen Belange setzte er sich zwischen 1997 und 2001 als Landesvorsitzender des Verbandes der Hochschullehrerinnen und Hochschullehrer an Fachhochschulen in Bayern (VHB) ein. Von 1992 bis 1994 war er Vizepräsident des Hochschullehrerbundes.

## Ehrungen
- 2005: Verdienstkreuz am Bande der Bundesrepublik Deutschland

## Werke (Auswahl)
- Lenins Rivale. Bogdanov und seine Philosophie. Wissenschaft und Politik, Wissenschaft und Politik (= Abhandlungen des Bundesinstituts für Ostwissenschaftliche und Internationale Studien, Band 12), Verlag Wissenschaft und Politik, Köln 1966, DNB 456805079 (Dissertation Uni Marburg 1966, 263 Seiten).
- ... du sollst ein Segen sein! Dank und Erinnerung an Ursula Grille, herausgegeben von ihrer Familie und von der „Notgemeinschaft Medizingeschädigter – Patient im Mittelpunkt e.V.“, Redaktion Dietrich Grille, Europaforum, Lauf an der Pegnitz 2003, ISBN 3-931070-35-2.